# آدام هیو
آدام هیو (انگلیسی: Adam Hugh؛ زادهٔ ) یک بازیکن تنیس روی میز اهل ایالات متحده آمریکا است. 